# 개인 정보 단말기

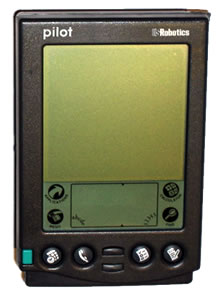
팜 파일럿 5000

개인 정보 단말기(영어: PDA, Personal Digital Assistant 또는 handheld PC)는 터치 스크린을 주 입력장치로 사용하는 한 손에 들어올 만큼 작고 가벼운 컴퓨터이다. 프로그래밍이 가능한 계산장치라는 의미의 휴대용 소형 컴퓨터에 개인의 일정관리와 검색, 관리 기능이 있는 주소록의 기능을 추가한 것을 말한다. 또, 데스크톱 컴퓨터와 노트북의 자료를 서로 주고 받기 쉽다. 현재는 PDA와 휴대 전화의 기능을 합친 스마트폰이 대중화됨에 따라서 PDA가 점점 사라지고 있다. 그러나 슈퍼마켓 또는 편의점에서는 정보 누출 우려로 인해 PDA를 아직까지 사용하고 있다.

## 개요
이 용어는 1992년 라스베이거스 전자 전시회(CES; 소비자 가전 전시회)에서 선보인 애플사의 뉴턴에서부터 시작되었다. 1996년 Psion 3 와 팜 파일럿이 최초로 PDA 시장에서 상업적인 성공을 하였다.
현재 PDA의 주요 운영 체제로는 팜소스사의 팜 OS, 마이크로소프트사의 윈도우 CE, 리눅스, 심비안 등이 사용되고 있다.
초기에서는 개인 일정 관리 위주의 수첩 대용이었으나, PDA폰으로 대중화된 이후, 이동통신 기능뿐 아니라, 카메라, 무선랜, GPS 등의 여러 기능을 쓸 수 있게 발전하고 있다.

## 역사

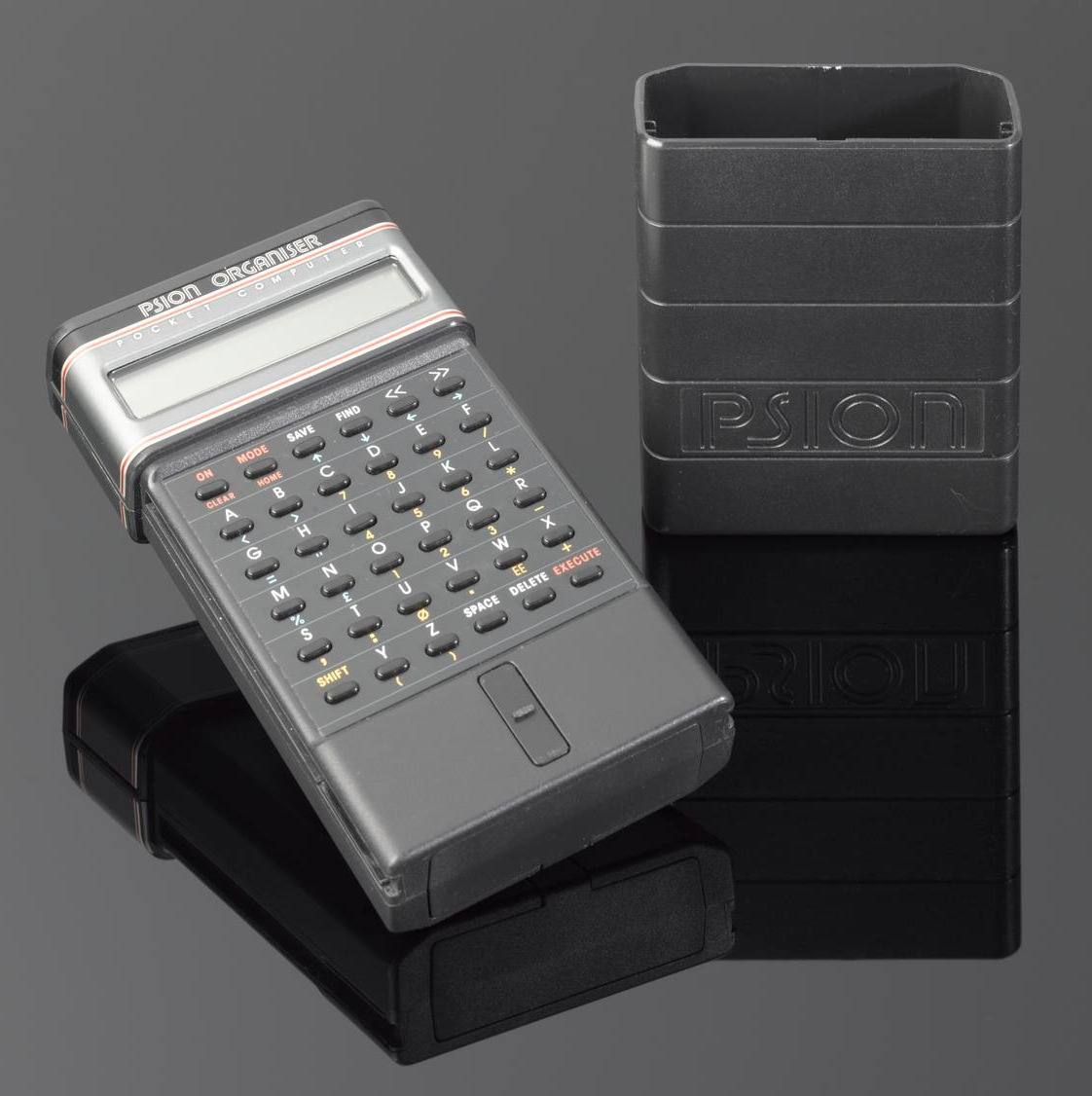
Psion Organiser

만약 PDA의 정의에서 터치 스크린을 주 입력장치로 해야한다는 조건을 제외한다면, PDA의 정의에 맞는 기기를 추적해 볼 때 현재로서 발견된 최초의 PDA는 영국의 Psion plc.가 출시한 포켓 컴퓨터 Psion Organiser이다. 이때는 PDA라는 말이 없었기 때문에 Psion사는 이 제품을 "최초로 쓸만한 포켓 컴퓨터"로 정의하였다. 첫번째 모델은 현재의 공학용 계산기의 기능과 형태에 일정관리와 주소록 기능이 부가되어 있었으며, 개발자가 만든 프로그램의 구동이 가능하고 저장장치를 가지고 있었다. 두번째 모델은 다른 장치와 연결할 수 있었다.
1991년 HP사에서 로터스 1-2-3을 휴대하기 편리하게 쓰는 방법을 생각하다가 만든 HP95LX은 비록 팜탑 컴퓨터였고 팜탑 컴퓨터로서 판매되었지만, 마찬가지로 PDA의 정의에서 터치 스크린을 주 입력장치로 해야한다는 조건을 제외한다면 역시 PDA의 정의에 부합한다. 이 제품은 모바일 OS가 아닌 MS-DOS를 사용하였고, 로터스 1-2-3과 PIMS를 롬에 내장시켰으며 일정관리와 주소록 기능이 있었다. 하지만 비표준 디스플레이 및 카드 슬롯과 제한된 메모리 용량으로 인해 일반적인 도스 응용 프로그램을 사용하기 힘들었다. 그래서 HP는 1994년에 후계작 HP200LX를 출시했다. HP200LX는 640*240 해상도의 CGA 디스플레이와, 2 메가바이트 메모리, 표준 PCMCIA 슬롯을 사용했고, 선풍적 인기를 끌었다. 특히 이것을 한국에서 보험설계사 공급용으로 대량 수입하기도 했다. 그러다가 1998년에 단종되었다. 키보드 입력과 텍스트 응용 프로그램만 사용할 수 있었지만 PDA의 대중화에 한 몫 하였다.
최초의 PDA와 관련한 내용은 누군가 잘못된 정보로 작성된 글이 일반화되는 오류가 거듭되고 있다.
1992년 애플이 PDA라는 용어를 사용하기 전에는 PDA라는 용어조차 없었다. 따라서 Psion 제품을 최초의 PDA 제품이라고 할 수 없으며, HP 95LX, 200LX 제품군은 PDA가 아니라 팜탑(노트북)이라는 점을 다시 상기하는 것이 바람직하다.
일반적으로 프로그래밍 언어를 사용할 수 있는 기기를 모두 PDA라고 할 수는 없다. 대부분의 PDA들은 범용성을 위해 모바일 OS와 더불어 프로그램 개발을 위한 SDK를 제공한다.
한 가지 더 추가하자면 최근 스마트폰이란 용어로 통일 되었으나 1990년대 2000년대 초에는 의미가 달랐다. 과거 PDA폰은 핸드폰과 PDA 기능이 결합된 제품, 스마트폰은 핸드폰과 PDA의 기능이 결합 되었으나 기능적으로 부족한 제품들로 구분되었다. 예를 들면 PDA폰에는 터치 스크린이 적용된 반면 스마트폰에는 일반 스크린이 적용되었다.
1997년부터 2002년까지 사용된 포켓 PC는 각 모뎀별로 호환이 서로 되지 않았으나, 2003년 Windows Mobile 2003이 출시되며 이 문제가 해결되었고 윈도우는 스마트폰 대중화 이전인 2000년대 후반까지 PDA 시장을 사실상 독점하였다.

## 쓰임새

### 일정관리
하루의 일정을 한눈에 볼 수 있으며 약속 시간에 늦지 않도록 알람 기능을 제공한다. 데스크톱 컴퓨터와 입력 자료를 동기화시킬 수 있다. 또한 작업 스케줄을 조정하는 기능도 제공한다.

### 주소록
가나다/A to Z 순으로 조회를 할 수 있는 주소록은 데스크톱과 연동하여 관리할 수 있으며 대표적으로 마이크로소프트 아웃룩과 연동할 수 있다.

### 기타 응용
개념이 애매 모호한 경우가 많은데 PDA는 개인 정보 관리에서 시작하여 개인용 컴퓨터를 대체 하기 위해서 발전했다고 가정할 수 있다. 하지만 용량의 한계 때문에 UMPC 등이 출시되었지만 현재로서는 본래의 기능에 충실하고자 한 것이 일반 대중에게 흥미를 잃게 되는 계기가 되어 단종의 길로 들어섰다고 볼 수 있다.
기타 응용에서는 운영 체제마다 원하는 프로그램을 설치하여 원하는 용도로 이용할 수 있다. 예를 들어 계산기 프로그램을 설치하여 계산기로도 활용할 수 있으며 게임을 설치하여 휴대용 게임기로도 활용이 가능한 등, 본래 기능 이외에 부가적으로 원하는 프로그램을 설치할 수 있는 것이 PDA의 장점이라 할 수 있다.

### 산업용
산업용 PDA는 산업시장에서 요구되는 휴대성·컴퓨팅 성능·높은 확장성·견고함을 충족하여 일반 PDA 및 스마트폰과 구별되는 PDA이다.
IP rate (방진,방수)과 낙하충격에 대응하는 견고함과 바코드 스캐너, 내장프린터, RFID reader, 마그네틱카드리더, GPS등을 내장 혹은 외장형으로 결합하여 다양한 업무용도로 적용될 수 있다.
현재는 다양한 vertical market에서 요구되는 제품들로 인해 굳이 산업용 (industrial PDA)라고 명명하기 어려우나 대표적으로는 industrial & enterprise PDA 또는 Rugged Mobile computer로 불리고 있다.
현재 전 세계에서 TOP3 제조사로는 모토톨라(구 Symbol), Intermec, Honeywell(HHP를 인수)사가 있고 모두 미국에 본사를 두고 있다.
이중 모토롤라가 전 세계 약 40%의 점유율을 보이고 있다.
그 외에 메이저 업체로는 Psion Teklogix, DataLogic, Casio 등이 있다.
한국에서도 여러 산업용 PDA 제조사가 존재한다.
한국을 대표하는 산업용 PDA 제조사로는 블루버드 (Bluebird)가 있고,
그 외 캐치웰(구:이노텔리텍), M3 Mobile(구: 모바일컴피아), 대신정보통신, 포인트모바일, 웅진ST, 모비트론, ITwell, 비인터렉티브 등 여러 업체가 있다.
전 세계 Mobile Computer Manufacturer의 순위는 다음과 같다.
1. Motorola
2. Honeywell
3. Datalogic
4. 블루버드 (Bluebird)

개인용 스마트폰 대형 제조사 중 하나인 대만 HTC에서도 바코드 스캐너를 내장한 PDA를 런칭하였고, 중국과 인도의 중소규모 전자업체에서도 산업용 PDA시장에 진입하고 있는 추세이나 영향력이 높지않다.

## PDA의 종류
- 호환성 높은 포켓 PC (윈도우 CE기반)
- 휴대성과 간편성을 겸비한 팜 파일럿
- 미려한 디자인의 팜 호환 클리에
- 완벽한 한글 지원과 휴대성이 특징인 셀빅
- 리눅스 운영 체제 기반의 요피
- 리눅스 운영 체제 기반의 자우르스 시리즈

## PDA의 운영 체제
PDA의 운영 체제는 크게 4가지가 있다. 팜 OS, 마이크로소프트의 포켓 PC, 애플의 iOS 그리고 심비안의 EPOC 등 크게 3가지가 있다. 또 리눅스와 대한민국에서 만들어진 셀빅도 있다.

### 팜 OS
1996년에 처음으로 출시하였다. 팜은 세계 PDA의 약 60%를 차지한다. 사용할 수 있는 소프트웨어가 많고 배터리 소비가 적으며 많은 반MS 기업과 제휴를 맺었다. (삼성, 소니 등)

### 윈도우기반
마이크로소프트가 개발한 PDA의 운영 체제는 윈도우 CE, 포켓 PC와 윈도우 모바일이 있다.
윈도우 CE는 PMP와 같은 기기에 주로 사용되며, 포켓 PC는 현재는 사용되지 않는 운영 체제로 구형 PDA에, 윈도우 모바일은 최근의 PDA에 사용된다.

#### 윈도우 CE
개인용 컴퓨터용 마이크로소프트 윈도우와 비슷하며 대개 배터리 소모가 많다. 초기 윈도우 CE 1.0의 경우는 엄청나게 많은 전력 소모와 느린 처리 시간 때문에 외면 받았지만 많은 업그레이드를 통해서 개선되었다.

### 포켓 PC
윈도우 CE 코어를 기반으로 하는 운영 체제이다. 320x240, 640x480, 320x320의 해상도를 지원하며, 마이크로소프트의 승인을 거친 기기만 포켓 PC 라이선스를 취득할 수 있다.
2007년에 윈도우 모바일 6이 공개되면서 포켓 PC라는 명칭이 더 이상 자사 제품에 사용되지 않는다.

### iOS
애플의 iOS는 맥 OS XPC판과 비슷하며, 아이폰, 아이폰 4, 아이팟 터치 및 아이패드에 채용되었다.

### 셀빅
대한민국 기업인 제이텔이 만든 PDA이자 운영 체제의 이름이다. 셀빅 OS라는 독립적인 운영 체제를 자체 개발하였는데 한글 지원이 내장되어 있어 사용하기 편하다. 셀빅 OS는 팜 OS와 상당 부분 비슷한 점이 있으나 응용 프로그램은 서로 호환되지 않는다. 컬러를 지원하는 2.0까지 개발되었으나, 경영난으로 인해 현재는 사실상 회사가 없어진 상태로 더 이상의 지원은 없다.

### 리눅스기반
리눅스를 기본 운영 체제로 탑재한 PDA는 여러 가지가 있다. 샤프(Sharp) 사에서 만든 자우루스(Zaurus)는 가장 많은 소프트웨어 지원이 이루어지고 있다. 자우루스의 운영 체제는 큐토피아(Qtopia)로 리눅스 커널 2.4.20을 기반으로 한다. 오픈 자우루스(open zaurus)로 샤프(Sharp) 사와는 별도로 만들어진 리눅스도 있다. 또한 대한민국 벤처기업인 지메이트사에서 만든 요피(YOPY) 시리즈가 있으나, 경영난을 이기지 못하고 사업을 접어 현재는 제품이 단종되고 어떠한 지원도 받지 못하는 실정이다. 참고로 요피의 운영 체제인 리누피(Linupy)는 커널 2.4 기반의 엑스 윈도우(X-Window) 시스템을 사용한다. 현재 HP iPaq, 팜 및 다른 여러 기기에 리눅스를 탑재하려는 노력이 개인 또는 회사 차원에서 이루어지고 있다.

### 안드로이드
안드로이드는 구글이 리눅스 커널 기반으로 개발한 운영 체제로서, 스마트폰, PDA, 스마트북 등에 사용된다.

## 같이 보기
- 차량 자동 항법 장치
- 정보 기기
- 펜 컴퓨팅